# أتلانتا (أسطورة)

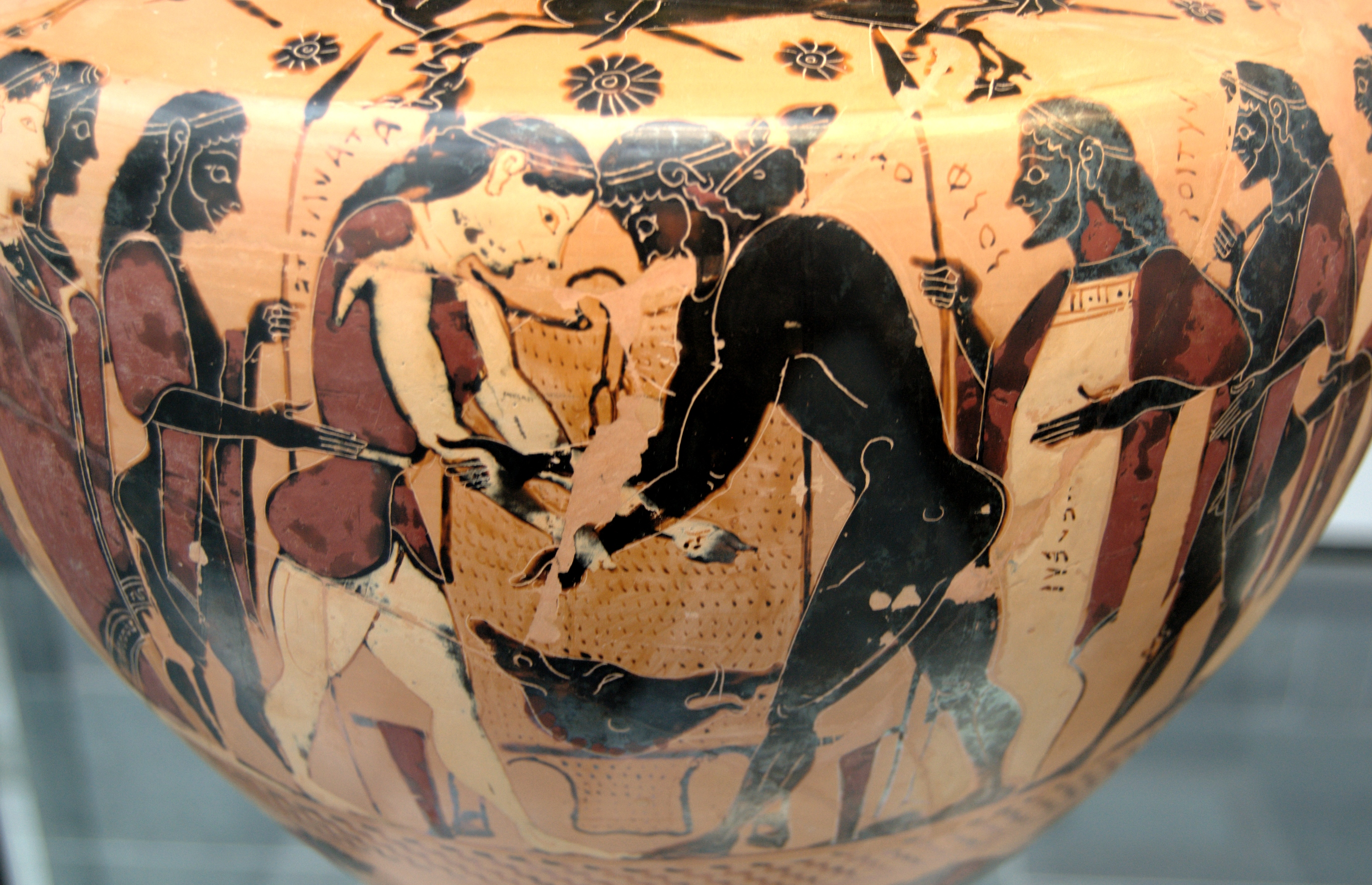

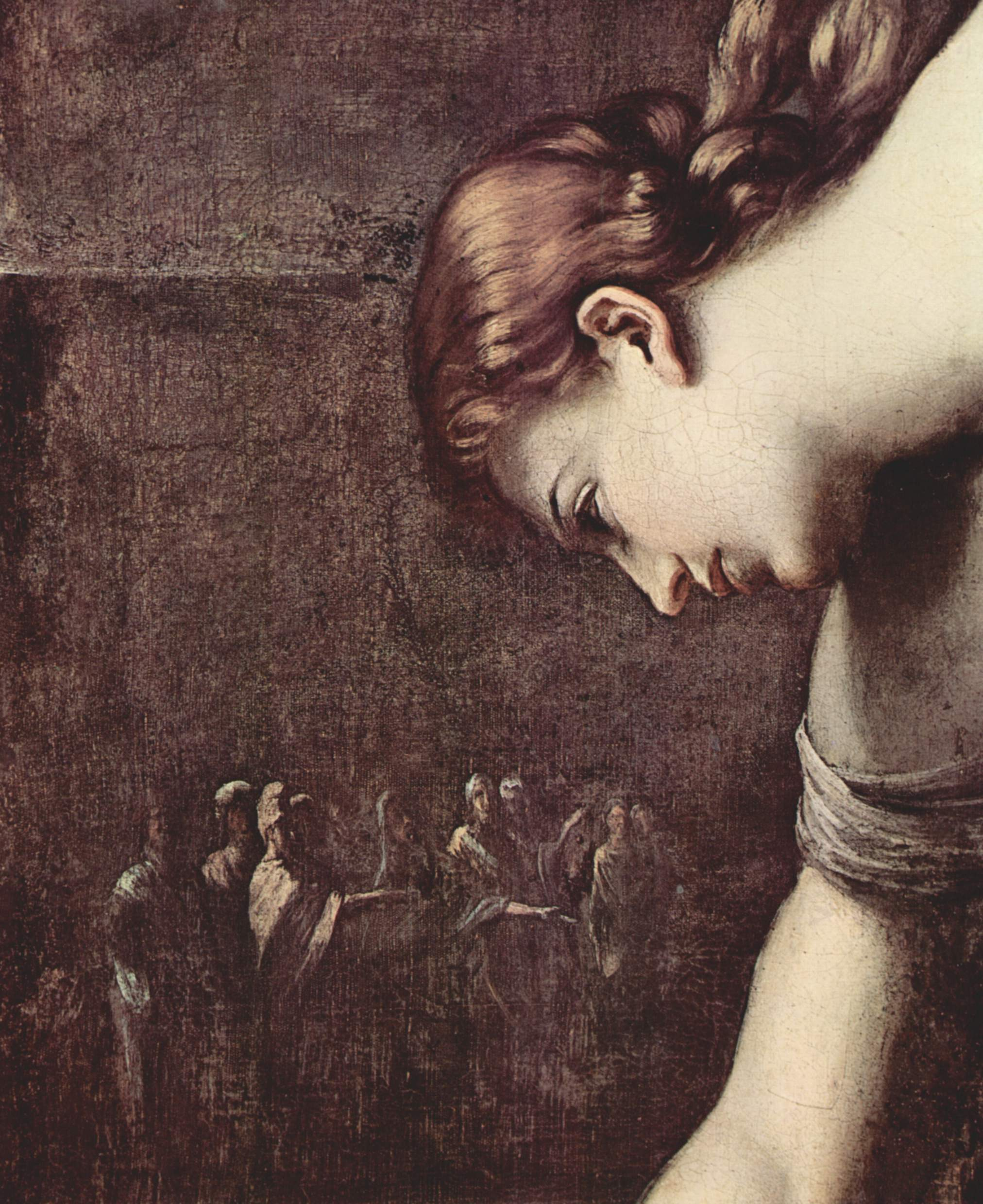
أتلانتا

أتلانتا هي شخصية أسطورية من الأسطورة الإغريقية. يروى أنها كانت صيّادة سريعة الجري، وأنها لعدم رغبتها في الزواج قد وضعت شرطاً على كل من يريد أن يتزوجها، وهو أن يسبقها في الركض. فمن سبقها تزوجته، ومن هزمته يُقتل. ووفق الأسطورة فإن أفروديت أعطت لابن عمٍ لأتلانتا اسمه هيبومينيز - يعرف أيضاً باسم ميلانيون - ثلاث تفاحات ذهبية. وقد ذهب ذاك الرجل ليسابق أتلانتا. وفي السباق ألقى بالتفاحات الذهبية أمام أتلانتا، فانحنت لتلتقط التفاحات، وهو ما أدى لخسارتها للسباق وزواجها منه.

## الطفولة والحياة المبكرة لأتلانتا
كان ايازوس ملكا علي آركاديا وكانت زوجته تدعي كلوميني كان الملك يرغب في الأطفال الذكور بشدة لدرجة أنه عندما ولدت له أتالانتا، اغتاظ من ولادتها فألقاها علي قمة جبل لتموت. لكن الأقدار كانت أقل قسوة من الوالد حيث طلبت من الربة آرتميس بحمايتها أرسلت ارتيميس «دبة» لترضع اتالانتا عندما كانت لا تزال صغيرة، وهكذا بقيت أتلانتا على ما يرام تحت رعاية الدببة حتى وجدتها مجموعة من الصيادين ودربوها لتكون صائدة ممتازة.

## أسطورة صيد خنزير كاليدونيا
تروي الأقاصيص أن الملك اوينيوس ( king Oineus) قد نعم بحصاد وفير في عام رخاء، فقدم القرابين إلى آلهة الأوليمبوس، ونسي أن يخص الإلهة آرتميس بالذكر فلم تقدم لها قرابين وتطلق لها بخور، غضبت الإلهة آرتميس غضبا شديداً، وعزمت على الإنتقام، لذا أرسلت خنزيراً برياً قوياً هائل الحجم إلى كاليدون (مدينة في إيتوليا Etolie) أخذ الخنزير البري يعيث في الأرض فساداً فدمر ونهب الأراضي والمزارع، وافترس الماشية الأغنام، وأجبر السكان على الفرار خلف أسوار المدينة مما أسفر عن حدوث مجاعة في مملكة كاليدون. أرسل الملك اوينيوس رسل في جميع أنحاء اليونان من أجل البحث عن أفضل المحاربين والصيادين للتخلص من ذلك الوحش المريع، علي ان تقدم لهم أنياب الخنزير وجلد الخنزير كمكافأة. كان ابنه ميليجير أول من عرض خدماته وأوكل إليه ابيه قيادة مجموعة من المحاربين والصيادين الذين استجابوا لدعوة الملك وكان في مقدمتهم إبنا تنداريوس من أسبرطة، وإيداس ولونكوس من ميسيني، فينيوس من أثينا، بيريثيوس من لاريسا، ياسون من يولكوس، أدميتوس من فيراي، نستور من بولوس، ويوريتيون من فنيا، ايفيكليس من طيبة أمفياراوس من أرجوس، تلامون من سلاميس بيليوس والد آخيل هؤلاء الأبطال وآخرون غيرهم انضموا إلى الفرقة. ومعهم جاءت أتلانتا ابنة اياسيوس ملك اركاديا. بدأت عملية صيد الخنزيرلم تكن هناك خطة متفق عليها بين الصيادين تقدم الجميع نحو الغابة وقد سمع الوحش وهو في مجثمه بين الأعشاب الطويلة صراخ الرجال وعواء الكلاب فخف مسرعا إلى مهاجمتهم. وقد سقط الكثير من الرجال صرعى أمامه. أطلقت أتلانتا سهما أستقر خلف أذن الوحش جعله يترنح مع سقوط أول قطرة دم في نهاية المطاف قتل ملياجروس الوحش ومنح أتلانتا جلد الخنزير وأنيابه بحجة أنها أول من أصاب الخنزير وجعله ينزف أثار هذا العمل غضب العديد من الرجال ، و خاصة بليكسيس وتوكسيس وهما خالاه شقيقي والدته؛ الذين اعتبروا أنه من المشين أن تحصل المرأة على المكافأة فاعترضا على قيام ميليجر بإعطاء الهدايا لأتلانتا بل انهما انتزعا تلك الهدايا من بين يديها. وافقد الغضب ميليجر صوابه للإهانة التي شعر أنها وجهت إليه وإلى المرأة التي يحب أنساه غضبه صلة الرحم فاغمد سيفه في قلبي الرجلين.